# Thurniaceae
{{Taxobox
| name = 
| image = Prionium serratum.jpg
| regnum = 
| divisio = 
| classis = 
| unranked_ordo = 
| ordo = 
| familia = 
| familia_authority = 
| subdivision_ranks = родови
| subdivision = 
- -{Prionium E.Mey.
- Thurnia  Hook.f.}-

}}
Thurniaceae је фамилија монокотиледоних скривеносеменица из реда Poales. Обухвата два рода са четири врсте.